# 洗濯する女
『洗濯する女』(せんたくするおんな、仏: La Blanchisseuse、英: The Laundress)、または『洗濯する小間使い』(せんたくするこまづかい、仏: Petite femme s'occupant à savonner) は、18世紀フランスの画家ジャン・シメオン・シャルダンが1730年代に制作したキャンバス上の油彩画である。近年、作品の裏面の左側に「Chardin」と署名されていることがわかり、シャルダンの作であることが確認された。サンクトペテルブルクのエルミタージュ美術館に所蔵されている。

## 概要
シャルダンは、18世紀当時のフランスのきらびやかな貴族趣味を嫌い、平凡な庶民の家庭を理想とした。家庭的な主題を描いた本作はシャルダンの風俗画中最初期の作例であり、18世紀当時のフランスで流行していた17世紀オランダ絵画の影響を受けて、制作された。洗濯をする若い母親の優しい表情、その横で遊びに熱中する子供の仕草により、本作からは家庭的な安らぎの雰囲気が伝わってくる。加えて、シャルダンの作品においては、筆遣いの精神性が生み出す熟練した輝かしい色彩により、日常生活の場面に荘厳性や詩情が与えられている。18世紀から19世紀にかけてのオークションで15点以上の類似作や模作が売られていたことからも、本作がシャルダンの同時代の人々の間で好評であったことが理解できる。
洗濯桶にかがみこむ女性とつりあいをとるように、画面右手には戸口の向こう側に明るい空間が切り開かれ、もう一人の女性が洗濯物を干している光景が描かれている。このように画面に開いた空間を設けることで空間を多重化する方法は、バロックの画家たちが好んだ構成方法であった。本作では、この開いた空間により、左側の洗濯する女性、桶、子供によって形成される三角形が強調され過ぎず、画面が単調で平板なものになることを回避している。

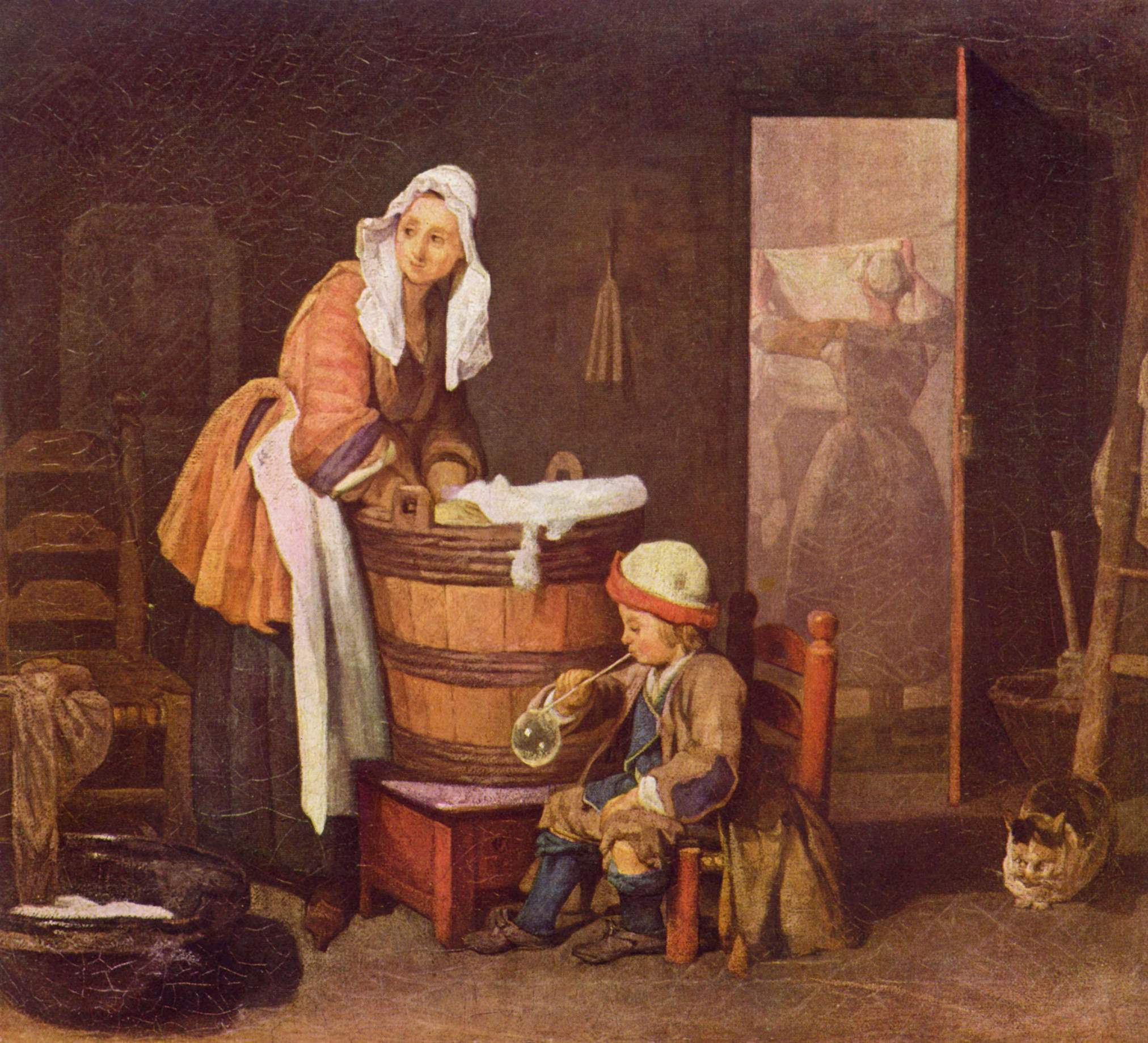
『洗濯する女』37.5 cm x 42.5 cm、1737年、ストックホルム国立美術館

本作は、ストックホルム国立美術館にあるシャルダンの『洗濯する女』を画家自身が模写したものである。ストックホルムの作品は、ラ・ロックに所有されていた1737年当時、画家がサロン（官展）に出品した。シャルダンがストックホルムの作品と本作以外に同主題の作品をもう一点描いたことは、1779年12月に作成された画家の遺品目録の中に記載されている。この作品は、後にヘンリー・ロスチャイルドのコレクションに入ったが、第二次世界大戦中に失われた作品のことであろう。